# Giải Pulitzer

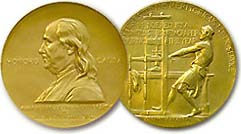
Huy chương của giải Pulitzer

Giải Pulitzer là một giải thưởng của Mỹ, trao cho nhiều lĩnh vực, trong đó quan trọng hơn cả là về báo chí và văn học. Đặc biệt về báo chí, Pulitzer được xem như một trong những giải danh giá nhất.

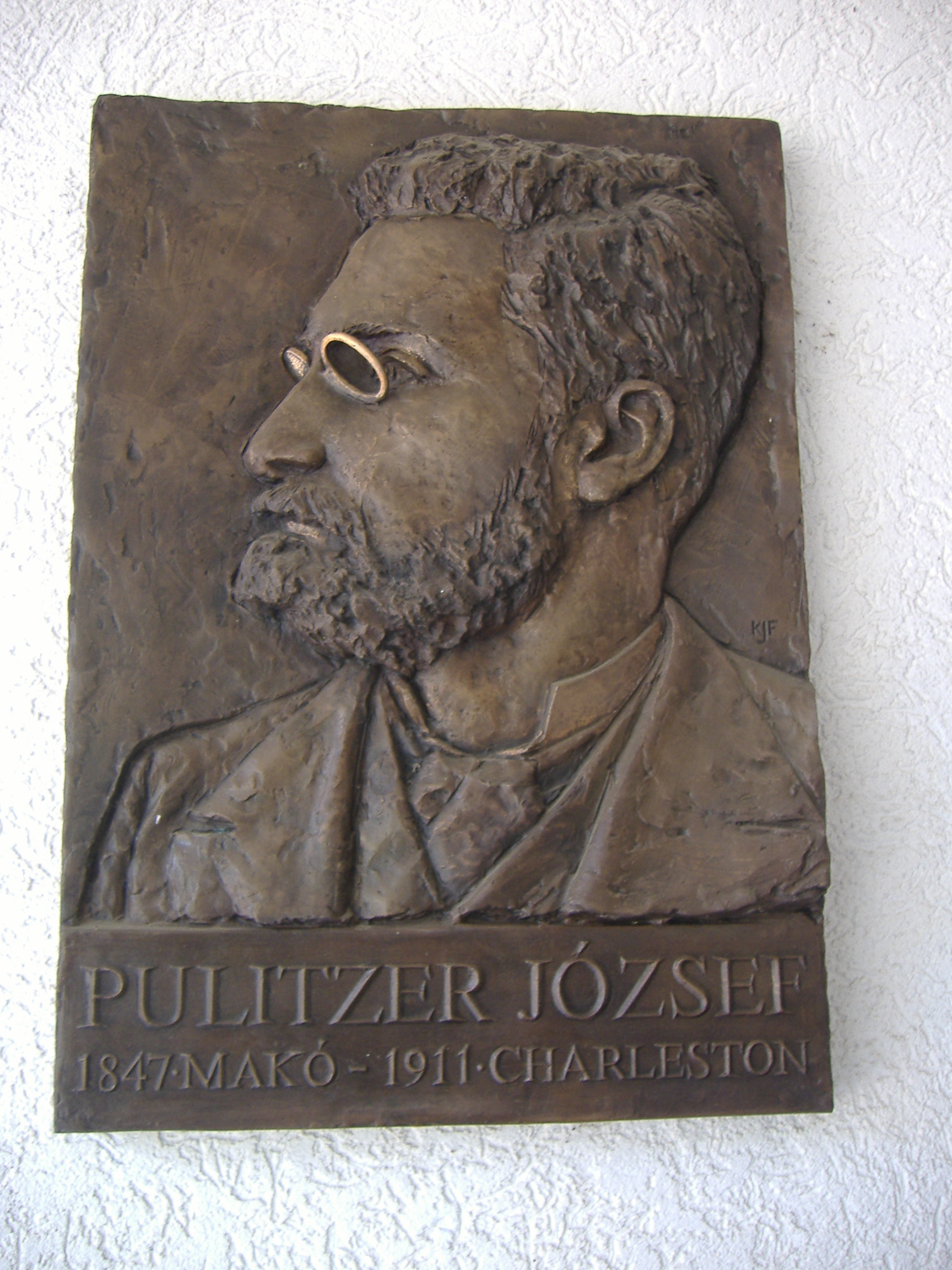
Joseph Pulitzer

Joseph Pulitzer, chủ bút báo New York World đề nghị giải này trong di chúc của ông viết năm 1904. Khi đó ông có đề ra 13 giải: 4 cho báo chí, 4 cho văn học, 4 cho sân khấu và 1 cho giáo dục. Nhạy cảm với sự thay đổi, Pulitzer có lập ra một hội đồng tư vấn có quyền thay đổi nội dung giải thưởng. Từ năm 1917, giải được trao vào tháng 4 hàng năm bởi hiệu trưởng trường Đại học Columbia. Một phong bì 15.000 đô la (trước năm 2017 là 10.000 đô la) được tặng kèm theo giải thưởng. Hiện nay, giải Pulitzer có tới 21 nội dung: một số thể loại phóng sự, biên tập, biếm họa, nhiếp ảnh, tiểu thuyết, tiểu sử, sân khấu, thơ và âm nhạc.

## Một vài giải Pulitzer nổi tiếng

### Tiểu thuyết
- Stephen Vincent Benét với John Browns' Body 1929.
- Margaret Mitchell - Cuốn theo chiều gió (Gone with the Wind) 1937.
- John Steinbeck - Chùm nho uất hận (The Grapes of Wrath) 1940.
- Tennessee Williams - Chuyến tàu mang tên dục vọng (A Streetcar Named Desire) 1948 và Con mèo trên mái nhà nóng bỏng (Cat on a Hot Tin Roof) 1955.
- Ernest Hemingway - Ông già và biển cả (The Old Man and the Sea) 1953.
- William Faulkner - A Fable 1955 và The Reivers 1963.
- Harper Lee - Giết con chim nhại 1960
- Edward Osborne Wilson và Bert Hölldobler - The Ants 1991.
- Richard Russo - Empire Falls 2002.
- Viet Thanh Nguyen - The Sympathizer 2016.

### Báo chí
- 1983, 1988 và 2002: Thomas L. Friedman với những bài báo cho New York Times.
- 1999: Maureen Dowd với những bài báo cho The New York Times.

### Nhiếp ảnh

Bức ảnh Saigon Execution của tác giả Eddie Adams chụp tướng cảnh sát Việt Nam Cộng hòa Nguyễn Ngọc Loan bắn chết tù binh cộng sản ngay trên đường phố Sài Gòn năm 1968 đã thắng giải Pulitzer năm 1969.